# Fürstenberg (Lichtenfels)
Fürstenberg is een plaats in de Duitse gemeente Lichtenfels (Hessen), deelstaat Hessen, en telt 490 inwoners (2007).